# 约翰·吉尔
约翰·吉尔（John Gill，1697年11月23日—1771年10月14日）是一位英国浸信会的牧师、圣经学者以及神学家，他坚定地倡导加尔文主义的救赎教义。他在北安普敦郡的凯特林出生，11岁时就开始在凯特林文法学校学习拉丁语和希腊语。此后，他自学了从逻辑到希伯来语的所有知识，对希伯来语的热爱贯穿了他的一生。

## 早年生活和教育
约翰在12岁时听到了这样一句话：“耶和华神呼唤亚当，对他说：你在哪里？”（创世记3：9）。这句话是在威廉·沃利斯牧师的讲道中听到的，深深地印在了他的心中，最终促使他发生了转变。七年后，约翰正式告白自己的信仰。

## 评价和争议
约翰·吉尔是否是超级加尔文主义者（又称极端加尔文主义者)，这一观点长期以来一直存在争议。一方面，有观点认为他的著作和众多注释提出了一种远超过加尔文主义纯粹救赎的理念，从而将他视为极端的加尔文主义者。彼得·托恩（Peter Toon）认为约翰·吉尔是超级加尔文主义者，从而使他成为了浸信会超级加尔文主义的先驱。然而，汤姆·内特尔斯（Tom Nettles）和蒂莫西·乔治（Timothy George）均认为约翰·吉尔并非超级加尔文主义者  。

## 作品
约翰·吉尔于1748年获得阿伯丁大学的荣誉神学博士学位。他是一位卓越的学者，留下了众多的学术作品。他的主要作品包括：
- 《三位一体的教义陈述和辩护》（伦敦，1731年）
- 《新约释义》（3卷，1746-48年）和《旧约释义》（6卷，1748-63年），这两部作品是他的代表作。